# 센고쿠 시대
센고쿠 시대(일본어: 戦国時代, 전국시대)는 일본에 15세기 중반부터 16세기 후반까지 사회적, 정치적 변동이 계속된 내란의 시기이다. 1493년의 메이오 정변, 더 이르게는 1467년의 오닌의 난에서 시작한다고 보며, 1573년에 무로마치 막부 제15대 쇼군 아시카가 요시아키가 오다 노부나가에 의해 교토에서 추방되어 무로마치 막부가 무너질 때까지의 시대를 가리킨다. 무로마치 시대 말기, 혹은 오다 노부나가의 상락(1568년) 이후 오다 가문과 도요토미 가문이 정권을 잡은 시기를 쇼쿠호 시대(織豊時代) 또는 아즈치모모야마 시대라고 불러 구분하기도 한다.

## 어원
오닌(応仁) ・ 분메이(文明) 난 이후의 어지러운 세상을 당시의 이치조 가네요시(一条兼良), 고노에 히사미치(近衛尚通) 등의 구게가 오닌의 난 이후의 난세를 고대 중국의 춘추 전국 시대의 난세에 비유하여 전국 시대(일본어: 戦国の世 센고쿠노요[*])라고 표현한 것이 센고쿠 시대의 어원이다. 이치조 가네요시는 자신의 저서 《초담치요》(樵談治要)에서 '나라의 수호자는 결백하고 정직해야 한다'고 하였으며 당대의 수호령국제를 가리켜 '현재 여러 나라의 국사들이 임기를 마친 뒤에도 자자손손 봉토를 받아 세를 떨치니 춘추12제후, 전국 칠웅과 같지 않은가'라며 비판하였다. 또한 고노에 히사미치의 일기 《고홋쇼지히사미치기》(後法成寺尚通公記, 近衛尚通公記)의 에이쇼(永正) 5년(1508년) 4월 16일조에 '전국시대처럼(戦国の世の時の如し)'이라고 되어 있다. 「…にことならず」「…の時の如し」라는 직유 표현에서도 분명하게 드러나듯이, 당시의 구게들이 사용했던 "전국 시대"이라는 말은 고대 중국의 전국 시대를 가리킨다.
다케다 신겐의 《고슈법도차제》(甲州法度次第) 제20조에 「天下戦国の上は、諸事をなげうち武具の用意肝要たるべし」라고 되어 있어, 당시의 무가들도 자신들이 살고 있던 시대를 「전국」이라고 자각하고 있었음을 엿볼 수 있다.
다만 에도 시대의 베스트셀러 《일본 외사》(日本外史)에서도 센고쿠라는 표현이 등장한다. 권11에 "시간이 흘러 전국에 이르러, 군웅은 각각 사병을 거느리고"라고 되어있어 이후의 일본에서도 당대를 가리켜 센고쿠 시대라 했음을 알 수 있다. 한문으로 편찬된 《일본외사》에 나오는 「전국」이라는 말의 출현 빈도는 의외로 적다.
에도 시대의 서민들에게 친숙했던 강담(講談)이나 라쿠고(落語) 등에서는 겐키·덴쇼 때(元亀天正の頃)이라는 표현이 일반적이었으며, 일본사의 시대 구분으로 센고쿠 시대라는 용어가 일반적으로 널리 쓰이게 된 것은 메이지 유신 이후이다.

## 센고쿠 시대의 대두
쇼군 가문인 아시카가 가문의 무로마치 막부가 명목상 존재하고 있었으나 많은 다이묘들, 특히 교토에서 멀리 떨어진 다이묘들은 반기를 들기 시작했다. 이 시기까지 중국과의 무역이 늘어남에 따라 경제적 발전을 이룩하여 화폐의 사용이 늘어나고 상업도시들이 탄생하였으며, 농업과 소규모 제조업의 발전이 이루어짐에 따라 지방의 자치권을 요구하는 목소리가 커져갔다. 특히 15세기 초의 지진과 기아와 같은 자연재해들은 채무와 조세에 시달린 농민들의 봉기로 이어져 센고쿠 시대로의 이행을 가속화했다.
경제적 문제에 쇼군 계승 논란이 겹쳐져 일어난 오닌의 난(1467년~1477년)은 일반적으로 센고쿠 시대의 서막으로 간주된다. 이 전쟁에서 호소카와 가쓰모토(細川勝元)가 이끄는 동군과 야마나 소젠(山名宗全)이 이끄는 서군은 교토 근방에서 11년간 교전하였으며, 곧 다른 구니들로 전쟁이 확산되었다.

## 하극상
이러한 전쟁의 확산은 중앙 정부를 더욱 무력하게 만들었으며 이 권력의 공백을 지역 영주인 다이묘들이 메웠다. 이 권력 이전 과정 속에서 가마쿠라 막부와 무로마치 막부 아래에서 이미 성장을 이룩한 다케다나 이마가와 등과 같이 센고쿠 다이묘로 거듭난 이들이 있는가 하면 능력있는 신하들에게 권력을 찬탈당한 다이묘들도 많았다. 이러한 능력주의적 풍조 하에서 능력있는 가신들이 봉건 영주들을 무너뜨리는 하극상(일본어: 下剋上 게코쿠조[*]) 현상은 1493년 호조 소운이 이즈를 탈취한 것에서 시작되어, 센고쿠 시대 동안 빈번하게 이루어졌다.
종교 교단 역시 이 시기에 다이묘에 대항하여 농민들을 결집하고 봉기를 유도하여 정권을 획득하기도 하였다. 정토진종 혼간지 교단은 무수한 농민 봉기(잇코 잇키)를 이끌었으며 가가에서 성공적으로 다이묘를 제거하여 100여년간 독립을 유지하기도 하였다(가가 잇코 잇키).

## 통일과침략
1세기에 달한 일본의 정치적 불안정과 내전을 끝내고 오다 노부나가가 통일하는 게 가까워졌다. 노부나가는 현 아이치현의 일부인 오와리의 이름 없는 영주에서 일본 중부를 지배하는 세력으로 성장하였으나 1582년 부장인 아케치 미츠히데의 배반으로 죽었다(혼노지의 변). 오다 가의 졸병으로 출발하여 노부나가의 신뢰받는 부장으로 성장한 도요토미 히데요시는 이것을 기회로 삼아 노부나가의 후계자가 되었다. 도요토미는 남은 다이묘들에 대한 통제를 확립했으며, 천한 출신 때문에 쇼군의 지위에는 오르지 못하였으나 대신 조정의 최고위직 간파쿠에 취임하여 도요토미 정권을 세웠다.
통일은 되었으나 전쟁은 계속되었다. 도요토미 히데요시는 일본을 통일한 것으로 만족하지 못하고 곧바로 이웃 나라인 조선을 공략할 계획을 세웠다. 이를 조선 측에서도 모르는 바는 아니었으며 그래서 황윤길과 김성일을 통신사로 파견하면서 일본을 염탐하도록 지시했다. 하지만 황윤길과 김성일은 일본을 다녀온 이후에 서로 정반대의 주장을 하면서 다퉜다. 도요토미 히데요시는 1592년, 부산진성을 함락시키는 것을 시작으로 조선에 전쟁을 시작했으니 이를 임진왜란이라 한다. 임진왜란 당시의 일본은 일본 본토에서는 전쟁이 없었으나 일본인들은 조선에서 전쟁을 계속했다. 이는 1598년 히데요시가 사망할 때까지 계속되었다.
1598년 히데요시가 사망하자 일본은 다시금 정치적 혼란에 접어들었으며 도쿠가와 이에야스는 이것을 기회로 삼았다. 히데요시는 죽기 전에 도쿠가와, 우키타, 마에다, 우에스기, 모리의 다섯 장수를 5대로(五大老)로 임명하여 그의 아들 도요토미 히데요리가 성인이 될 때까지 섭정으로 삼았다. 1599년 마에다 도시이에가 사망하기 전까지 5대로의 상호 견제 속에서 불안정한 평화가 유지되었으나 후에 이시다 미츠나리가 이에야스가 도요토미 가에 불충하다는 탄핵으로 내란이 재개되어, 세키가하라의 전투로 이어졌다. 세키가하라의 승리자가 된 이에야스는 도요토미 가문의 지배를 끝내고 스스로 쇼군의 직위에 올라 일본의 마지막 막부가 된 에도 막부를 건설하였다. 에도 막부는 1868년 메이지 유신까지 유지되었다. 에도 막부는 전쟁을 싫어하는 도쿠가와 이에야스의 뜻에 따라, 단 한 차례도 전쟁이 일어나지 않은, 일본 역사상 가장 평화로운 시기였다.

## 지역별 판도

### 도호쿠
도호쿠 지방의 센고쿠 다이묘는 가마쿠라 시대부터 대대로 토지를 소유해온 내력을 가진 가문이 그대로 센고쿠 다이묘로 발전한 경우가 많았다. 예외로는 와카사 다케다 가문(若狭武田氏)의 후예를 자칭하는 가키자키 가문이 쓰가루 해협 연안의 중소호족을 통일한 것과, 난부 가문(南部氏)으로부터 독립한 쓰가루 가문(津軽氏)을 들 수 있다. 단, 쓰가루 다메노부(津軽為信)는 예부터 쓰가루 지방(津軽地方)을 소유한 난부 가문에 주살당한 오우라 가문(大浦氏)의 혈육인지 난부 가문의 혈육인지 애매하다.
도호쿠 지방은 간토 지방에서 일어난 동란에 크게 말려들지 않았고, 당연히 그보다 더 먼 중앙에서 벌어진 전쟁의 영향도 거의 받지 않았다. 전란이라고 말해야 15세기 전반에 들어선 뒤, 난부 가문의 센보쿠(仙北), 가즈노(鹿角) 출병과 다테 가문(伊達氏)의 가호쿠(河北) 지방에서의 침공 등의 영지 다툼 정도가 눈에 띈다. 그러나 도호쿠 지방에서도 사사가와 구보(篠川公方)와 시즈쿠이시 어소(雫石御所)가 사라지는 등 완전히 무사평온한 상태는 아니었다. 또한, 1522년 다테 다네무네(伊達稙宗)가 오슈 단다이인 오사키 가문(大崎氏)을 축출하고 무쓰 슈고직에 오르는 등 하극상의 기미도 볼 수 있다.
1542년 다테 다네무네, 하루무네(伊達晴宗) 부자간의 다툼이 일어나 다테 가문과 연이 있는 무쓰, 데와 주변의 다이묘들이 말려든 대란으로 발전하였다(덴분의 난). 이 난의 결과로 다테 가문의 결속력이 저하되어 주변의 모가미 가문(最上氏)등 타 세력이 세력을 넓히게 되었다. 1570년 이후, 모가미 요시아키, 다테 마사무네, 난부 하루마사, 안도 지카스에, 쓰가루 다메노부 등 도호쿠 지방에도 센고쿠 다이묘라고 불리는 인물이 등장하여 일대 세력을 구축하여, 후의 새로운 중앙정권으로 들어선 도요토미 히데요시에게 그대로 영지를 추인받았다(오슈 시오키(奥州仕置)). 일반적으로 안도 가문(安東氏)이 아키타현을, 난부 가문(南部氏)이 이와테현을 중심으로 아오모리현 일부를, 오사키 가문(大崎氏)이 미야기현 중부를, 가사이 가문(葛西氏)이 미야기 현의 이시노마키시로부터 북부를, 모가미 가문(最上氏)이 야마가타현을, 다테 가문(伊達氏)이 미야기 현 남부와 야마가타 현 남부 그리고, 후쿠시마현의 일부를 소유했으며, 아시나 가문(蘆名氏)이 후쿠시마 현을 다스렸다.

### 간토
간토 지방에서는 교토에서 오닌의 난이 일어나기 전부터 이미 큰 대란 이 연이어 일어나, 고가 구보와 간토 간레이 야마노우치 우에스기 가문(山内上杉家), 그리고 그 방계(傍系)인 오기가야쓰 우에스기 가문(扇谷上杉家)이 간토의 패권을 두고 삼파전을 펼쳤다.
이 틈을 파고들어 이세 모리토키(후의 호조 소운北条早雲)이 이즈의 호리고에 구보를 멸망시키고 간토로 진출. 이 고호조 가문과 야마노우치·오기가야쓰 우에스기 가문 사이의 항쟁은 1546년 일어난 〈가와고에 성 전투〉에서 고호조 가문이 대승을 거두고, 이후 두 우에스기 가문의 쇠퇴로 막을 내렸다. 1552년 고호조 가문은 고가 어소(古河御所)를 제압하여 고가 구보를 장악하고, 야마노우치 우에스기 가문을 고즈케로 쫓아내었다. 쫓겨난 야마노우치 우에스기 가문은 에치고의 나가오 가게토라(후에 우에스기 겐신)을 의지하여 호조 가문과 나가오 가문(長尾氏)이 간토의 패권을 두고 다투는 형세가 되었다.
우에스기 가문의 양자가 되어 간토 간레이를 승계한 우에스기 겐신은 잠시나마 호조 가문의 거성이었던 오다와라성을 포위했지만, 함락하지는 못했다. 이 우에스기 가문과 호조 가문간의 전투는 간토의 호족들을 양분하여, 호조 우지야스와 사토미 요시타카 간의 고노다이 전투(国府台合戦)를 시작으로 양진영의 전투가 계속되었다. 1579년 우에스기 겐신이 죽자 히타치의 사타케 가문(佐竹氏), 아와의 사토미 가문(里見氏) 등이 호조 가문의 공세에 대항해보지만, 호조 가문의 세력 신장을 막을 수는 없었다. 더욱이 오슈의 다테 가문(伊達氏)의 남하해 옴에 따라 사타케 가문은 남북 양면의 공세에 따른 압박으로 궁지에 몰리게 되었다.
그러나, 도요토미 히데요시가 천하의 패권을 쥐고 다이묘끼리의 전투를 금하는 명령을 내리자, 호조 우지마사는 이에 맞서 오슈의 다테 마사무네와 미카와의 도쿠가와 이에야스와 동맹을 맺고 대항하였다. 하지만 1590년 히데요시의 압도적인 병력 공세 앞에 호조 가문은 결국 무릎을 꿇고 멸망하였다(오다와라 정벌). 1590년 음력 8월 도쿠가와 이에야스는 간토로 전봉되어 에도 성에 입성하였다. 그 후 도요토미 정권에서 에도 막부로 넘어가는 과정에서 사타케 가문과 사토미 가문등 종래 간토 세력들은 전봉 혹은 가이에키(영지 몰수) 되어 간토에서 모습을 감추게 된다.

### 고신

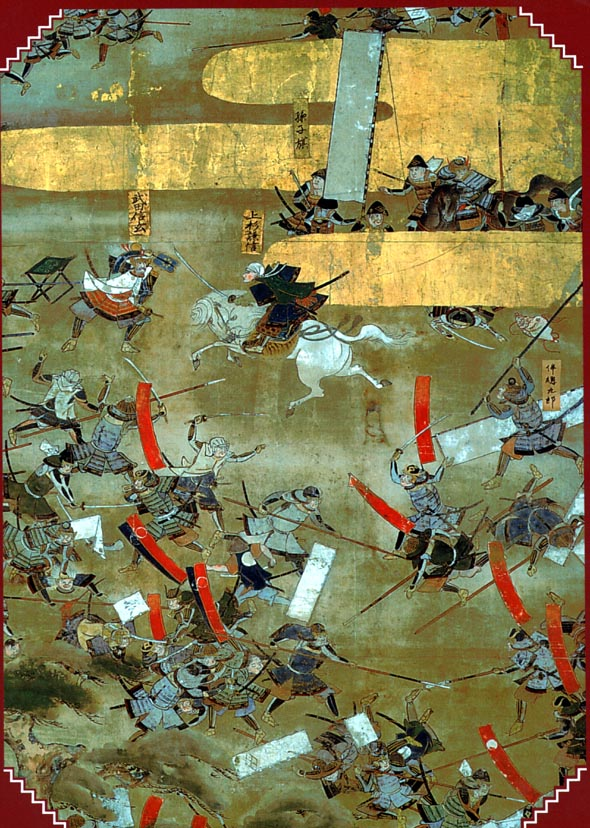
가와나카지마 전투

가이국에서는 가이 겐지(甲斐源氏)의 후예이자 가이 슈고인 다케다 노부토라(武田信虎)가 가이 전토를 통일한 뒤에 그 여세를 몰아 시나노 공격을 기획하고 있었다. 그러나 1541년 중신들이 적자 다케다 신겐(武田信玄)을 추대해 쿠데타를 일으키고 노부토라를 스루가로 추방하였다.
신겐 역시 시나노 공략을 진행하여, 스와 가문(諏訪氏), 오가사와라 가문(小笠原氏), 무라카미 가문(村上氏)을 차례차례 물리치고 시나노 북부 일부를 제외하고 시나노 전역을 장악했다. 예전부터 시나노는 슈고 권력이 약화되어 시나노 중부에 오가사와라 가문, 시나노 북부에 무라카미 가문, 기소 지방의 기소 가문(木曾氏), 스와 지방의 스와 가문, 시나노 동부에 사나다 가문(真田氏)등의 유력 고쿠진이 할거하는 상태에 있었기 때문에 신겐은 시나노의 여러가문을 각개 격파하여 시나노를 장악할 수 있었다. 그러나 그 과정에서 북 시나노의 호족을 비호하던 에치고의 나가오 가게토라(우에스기 겐신)과 가와나카지마 전투 등의 10년여에 걸쳐 전투를 벌였다. 그 뒤, 신겐은 북진에서 남진으로 방침을 전환하여 이마가와 가문의 스루가를 손에 넣고 오와리의 오다, 미카와·도토미의 도쿠가와 가문(徳川氏)과 대치하게 된다.
1572년 신겐은 대규모의 상락 작전을 감행하여, 도쿠가와 이에야스를 미카타가하라 전투(三方ヶ原の戦い)에서 격파하고 오다 가문(織田氏)의 미노, 오와리를 압박했다. 그러나 상락 도중 신겐이 병으로 급사하고 후계자 다케다 가쓰요리(武田勝頼)가 1575년 나가시노 전투(長篠の戦い)에서 오다·도쿠가와 연합군에 대패하였다. 이 패전은 다케다 가문의 영지에 동요를 불러와, 오다·도쿠가와 연합군의 진격에 제대로 대항해보지 못하고 1582년 다케다 가문은 멸망, 시나노의 제후들은 오다 가문에 신종하였다. 이후, 다케다 가문의 옛 가신들은 하치오지(八王子)에 머물렀고, 이들을 하치오지센닌도신(八王子千人同心)라고 한다.
다케다 가문이 멸망하자 가이와 시나노는 오다 가신단에게 분배되었으나, 혼노지의 변으로 오다 노부나가가 죽자 오다 가신들이 급히 철수하여 공동화되었다. 그러자 가이·시나노를 둘러싸고 도쿠가와 가문과 간토의 호조 가문 사이에 덴쇼진고의 난(天正壬午の乱)이 일어나, 승리한 도쿠가와 측이 가이·시나노를 차지하게 되었다. 그러나 그 후 패권을 잡은 도요토미 정권에 의해 도쿠가와 가문은 간토로 전봉당하고, 사나다 가문을 제외한 시나노의 여러 호족들도 간토로 이동하였다.

### 호쿠리쿠
호쿠리쿠 지방에서는 에치고국에는 우에스기 가문(上杉氏), 가가국에는 정토진종 혼간지(本願寺)의 잇코 잇키 세력, 노토국에는 하타케야마 가문(畠山氏), 에치젠국에는 아사쿠라 가문(朝倉氏), 엣추국에는 진보 가문(神保氏)과 시이나 가문(椎名氏)이 할거하고 있었다.
에치고 국에서는 슈고다이인 나가오 다메카게(長尾為景)가 슈고 우에스기 가문과의 잇단 항쟁에서 승리를 거두어 실권을 장악하였다. 그 후 나가오 가문은 다메카게의 아들이자, 우에스기 노리마사의 양자가 되어 오기가야쓰 우에스기 가문의 가독을 이은 우에스기 겐신의 지휘 하에 호쿠리쿠는 물론 간토 지방에도 영향력을 행사하는 강대한 세력으로 성장하여, 1576년에는 호쿠리쿠 지방의 대부분을 제압하였다.
가가 국에서는 정토진종의 혼간지 세력이 가가 슈고 도가시 가문(冨樫氏)을 멸하고 가가 국 일대를 지배하여 100년간 자치권을 행사하였다. 가가 잇코 잇키는 우에스기 가문과 아사쿠라 가문 등과 계속 대립하며 아사쿠라 가문 멸망 후에는 에치젠까지 지배하였으나, 1570년 ~ 1580년에 걸친 이시야마 전투(石山合戦)에서 오다 가문에 패하여 궤멸당했다.
엣추의 진보 가문은 당초 적대관계였던 정토진종의 승려 세력과 손을 잡는 고육책까지 썼으나, 결국 에치고의 우에스기 가문과 노토의 하타케야마 가문, 주가(主家)인 엣추 슈고 하타케야마 가문의 연합군에 패배하여 멸망하였다.
에치젠에서는 슈고 시바 가문(斯波氏)에게서 실권을 빼앗은 아사쿠라 가문이 가가 잇코 잇키의 침공을 격퇴하고, 비교적 평온한 내정을 유지하여 아사쿠라 다카카게 대에는 본거지인 이치조다니 성(一乗谷城)에 귀족들을 맞이하여 문화를 꽃피우는 등 번영을 누렸지만, 그 후계자 아사쿠라 요시카게가 오다 노부나가(織田信長)와의 싸움에서 패하여 1573년에 멸망하였다.
노토 국에서는 슈고 하타케야마 가문이 중신들의 전횡으로 내분에 빠져들어, 1576년에 노토는 우에스기 가문의 지배하에 들어가게 된다.

### 도카이
도카이도 지방에서는 스루가국의 이마가와 가문(今川氏), 도토미국의 시바 가문(斯波氏), 미카와국의 마쓰다이라 가문(松平氏), 오와리국의 시바 가문(斯波氏), 미노국의 도키 가문(土岐氏)이 일국 일원(一国一円)으로 할거하였다.
시바 가문은 에치젠을 슈고다이인 아사쿠라 가문(朝倉氏)에게 빼앗겨 오와리를 거점으로 삼게 되었다. 그 후 시바 가문은 아사쿠라 가문과 에치젠을 두고 전쟁을 벌이지만 완패하였고, 게다가 교토에서의 정쟁에서도 패배하여 세력을 잃게 되었다. 또 다른 영지인 도토미도 이마가와 가문에게 빼앗겼으며, 오와리에서는 슈고다이 오다 가문(織田氏)에게 실권을 빼앗겨 허수아비에 불과한 존재로 전락하였다. 결국 1554년에 오다 가문의 권력 항쟁에 휘말려 할복한 시바 요시무네(斯波義統)를 끝으로 오와리 슈고 시바 가문은 단절되었다.
미카와의 마쓰다이라 가문은 마쓰다이라 기요야스(松平清康)가 당주로 부임했을 때 최대 판도를 구축하였지만, 1535년 오와리 국 가스가이 군 모리야마에서 기요야스가 가신에게 살해되자 마쓰다이라 가문은 세력을 잃고 이마가와 가문에 종속되었다.
스루가의 이마가와 가문은 이마가와 우지치카(今川氏親)가 시바 가문으로부터 도토미를 빼앗고, 1526년에는 분국법을 정하여 영국 지배를 강화하였다. 우지치카의 아들 이마가와 요시모토(今川義元)대에는 미카와까지 세력을 신장하였고, 가이의 다케다 가문(武田氏)과 간토의 호조 가문(北条氏)과의 삼국동맹을 맺어 서진 정책을 강화하였다. 그러나 오와리의 오다 가문을 공격하려고 출병하였을 때 총대장 이마가와 요시모토가 덴가쿠하자마에서 오다 노부나가에게 기습을 받고 전사하여, 이마가와 가문은 점차 세력을 잃게 된다.
미노에서는 슈고 도키 가문의 내분이 한창일 때, 사이토 도산(斎藤道三)이 주군을 추방하고 미노 국을 장악하였다.
오와리에서는 오다 가문의 방계로 슈고다이의 군다이 출신인 오다 노부나가가 슈고다이인 종가를 제압하고 오와리 일국을 장악하였다. 그 후, 노부나가는 이마가와 가문에서 독립한 마쓰다이라 가문과 결탁하여 미노 공략에 착수하여, 5년에 걸친 공격으로 미노를 손에 넣고 이나바 산성(稲葉山城)을 본거지로 삼아 천하의 패권을 향하여 한 발짝 나아갔다.
미카와의 마쓰다이라 모토야스(松平元康)는 오다 노부나가를 도우면서 미카와, 도토미를 평정하였고 이름을 도쿠가와 이에야스(徳川家康)로 개명하였다. 가이의 다케다 가문이 이마가와 가문을 멸하고 1573년에는 미카타가하라 전투에서 오다·도쿠가와 연합군을 격파하는 등 그 위세를 떨치지만, 다케다 신겐(武田信玄)이 급사하고, 1575년 나가시노 전투에서 오다·도쿠가와 연합군이 다케다 군을 격파하여 세력이 위축되었다. 1582년 도쿠가와 가문은 도토미, 스루가를 영유하고, 혼노지의 변에서 오다 노부나가가 죽자 오다 가문의 영지였던 시나노를 손에 넣었다. 1590년 도요토미 히데요시에 의해 천하가 평정되자, 도쿠가와 가문은 간토로 이봉되어 에도 성을 본거지로 삼았다. 그 후 1600년, 도쿠가와 이에야스는 도요토미 히데요시 사후 일어난 세키가하라 전투에서 승리해 에도에서 막부를 개창했다.

### 긴키
센고쿠 시대 초기에 긴키 지방에서는 쇼군 아시카가 가문(足利氏)과 간레이 호소카와 가문(細川氏) 사이의 항쟁이 주가 되었으나, 이 항쟁은 오우치 가문(大内氏) 등의 지방세력이 아시카가 가문을 이용하여 중앙 정치에 개입하려는 시도라는 측면이 강했다. 가문 내부의 권력투쟁으로 호소카와 가문의 세력이 약해지자, 쇼군 가문인 아시카가 가문을 보좌한다는 명목으로 오미의 명문 롯카쿠 가문(六角氏)이 막정(幕政)에 적극적으로 개입하였다. 오미에서는 사사키 가문(佐々木氏)의 분가인 오미 북부의 교고쿠 가문(京極氏)과 오미 남부의 롯카쿠 가문이 패권을 다투었지만, 교고쿠 가문은 휘하의 고쿠진 아자이 가문(浅井氏)의 아자이 스케마사에게 실권을 빼앗기게 되었다. 이렇게 하여 오미에서는 교고쿠를 대신한 아자이 가문과 롯카쿠 가문간에 분쟁이 계속되었다.
기본적으로 무로마치 막부가 임명한 슈고 다이묘가 그대로 센고쿠 다이묘가 된 경우가 많다. 그들은 호족들의 추대로 지위를 보장받았기 때문에 가신들에 대하여 굉장히 약한 입장에 있었다. 실제로 기이의 슈고 다이묘 하타케야마 가문(畠山氏)은 정토진종의 혼간지(本願寺) 세력의 봉기로 실권을 빼앗기기도 하였다. 그래도 다지마 국의 야마나 가문(山名氏), 단고 국의 잇시키 가문(一色氏), 와카사 국의 다케다 가문(若狭武田氏) 등은 주변 세력의 침입과 가신의 내분을 힘겹게 봉합하면서 끈질기게 살아 남았다.
앞서 기술한 아시카가 가문(足利氏)과 호소카와 가문(細川氏)의 내분은 주변의 세력인 롯카쿠 가문(六角氏), 아카마쓰 가문(赤松氏), 우라가미 가문(浦上氏), 하타케야마 가문(畠山氏), 쓰쓰이 가문(筒井氏) 등에도 파급되었다. 그러나, 본격적인 동란은 호소카와 가문 슬하의 미요시 가문(三好氏)이 정권을 장악한 이후에 벌어지게 된다. 미요시 가문은 본거지인 아와 국을 비롯하여 사누키국, 아와지국, 셋쓰국, 이즈미국, 가와치국, 야마시로국, 야마토국, 단바국 등 광대한 지역을 실력으로 손에 넣고, 각 구니에 심복을 심어 지배하였다. 그러나 어떤 지방에서도 완전한 지배체제를 확립하지는 못하여, 당주 미요시 나가요시 사망하자 미요시 가문의 세력은 급격히 쇠퇴하게 된다. 이 틈을 노려 쇼군 아시카가 요시테루는 다이묘 간의 조정자 역할과 다이묘에게 막부의 역직을 하사하는 등 활발한 활동으로 막부 권위의 회복을 꾀하였으나, 이에 위협을 느낀 미요시 가문에 의하여 암살당하고(에이로쿠의 변), 막부의 권위는 다시 크게 실추되었다. 그 후 오다 노부나가가 상락하여 미요시 세력을 제압하고, 쇼군 아시카가 요시아키를 옹립해 긴키 지방의 실권을 장악하였다.

### 주고쿠
센고쿠 시대 초기에는 오우치 요시오키(大内義興)와 아마고 쓰네히사(尼子経久)간의 대립이 주고쿠 지방의 가장 큰 이슈였다. 스오국 야마구치를 본거지로 하는 오우치 요시오키는 명·조선과의 대외무역을 장악하고 세력을 신장시켜 잠시동안이나마 주고쿠 및 규슈 7개국을 지배하였으며, 쇼군 아시카가 요시타네(足利義稙)를 옹립하고 상락하여 요시타네의 쇼군 재취임을 달성하는 등 중앙 정치에도 개입하였다. 이즈모 슈고다이 아마고 쓰네히사는 갓산토다 성(月山富田城)을 탈취하고 슈고인 교고쿠 가문(京極氏)을 축출하고 세력을 키워, 전성기때는 주고쿠 9개국을 지배하였다. 오우치 가문(大内氏)과 아마고 가문(尼子氏)은 여러 차례에 걸쳐 치열한 전투를 벌이며 주고쿠 지방의 패권을 다투었으나 끝내 승부를 가리지는 못하였다.
한편, 두 세력의 접경지역인 아키국에서는 호족출신인 모리 모토나리(毛利元就)가 아키의 여러 호족을 제압하고 센고쿠 다이묘로 탈바꿈하였다. 모리 모토나리는 주가 아마고 가문을 등지고 오우치 가문에 협력하였고, 이를 응징하고자 아마고 하루히사(尼子晴久)가 군을 이끌고 요시다 고리야마 성(吉田郡山城)을 공격하였다. 이에 모리 모토나리는 오우치 요시타카(大内義隆)에게 원군을 요청하였고, 모리·오우치 연합군은 아마고 군을 격파하였다(요시다 고리야마 전투). 이후 오우치 가문내에서 중신 스에 다카후사(陶隆房)가 모반을 일으켜 오우치 요시타카를 죽이고 실권을 장악하는 사건이 발생하자(다이네이지의 변(大寧寺の変)), 모리 모토나리는 역신 타도의 기치를 올려 스에 다카후사를 이쓰쿠시마섬에서 격파하고 오우치 가문의 영지인 스오국, 나가토국을 장악하였다(이쓰쿠시마 전투(厳島の戦い))). 이즈모 국에서도 아마고 하루히사가 사망하고 신임 당주와 고쿠진 영주들이 마찰을 빚는 등 아마고 가문의 세력이 위축되기 시작하자, 모리 가문(毛利氏)은 아마고 가문의 영지 이즈모로 침공하였다. 난공불락의 견성 갓산토다 성에서 농성하던 아마고 가문은 장기간의 지구전으로 병량부족에 시달려 결국 모리 가문에 항복하였다(갓산토다 성 전투(月山富田城の戦い)). 이로써 모리 가문은 명실상부한 주고쿠의 패자가 되었다.
오다 노부나가의 주고쿠 방면 책임자 하시바 히데요시가 미키 성(三木城), 돗토리 성(鳥取城), 다카마쓰 성(高松城)을 차례차례 공략하여 모리 가문을 압박하지만(주고쿠 정벌), 1582년 혼노지의 변으로 오다 노부나가가 절명하자 하시바 히데요시는 모리 가문과 재빨리 화친을 하고 급히 회군하여, 교토 인근 야마자키에서 아케치 미쓰히데(明智光秀)를 격파하였다(야마자키 전투(山崎の戦い)). 그 후, 히데요시는 오다 가문의 실권을 장악하고 명실상부한 천하의 패자로 군림하게 되었다. 이 후, 모리 가문은 도요토미 가문(豊臣氏)에 협력하여 시코쿠 정벌, 규슈 정벌, 오다와라 정벌 등에서 활약하였다. 이에 도요토미 정권의 중신인 다섯 명의 고다이로 중 모리 가문의 사람이 두 명 이나 들어가는 등 모리 가문은 도요토미 정권에서 후대받았다. 도요토미 히데요시 사후, 도쿠가와 이에야스(徳川家康)와 이시다 미쓰나리(石田三成)가 대립하여 일어난 세키가하라 전투에서는, 모리 가문의 당주 모리 데루모토가 명목상의 서군 총대장으로서 전투에 참가하였기 때문에 서군 패전 뒤 모리 가문은 스오, 나가토 2개국 36만 9000석으로 감봉되었다.
그 밖에 주고쿠 지방의 주요 센고쿠 다이묘로는 비젠의 우라가미 무라무네(浦上村宗)와 그의 가신이었던 우키타 나오이에 (宇喜多直家)등이 있다. 우라가미 무라무네는 하리마 슈고 아카마쓰 가문(赤松氏)의 중신이었지만, 아카마쓰 마사노리(赤松政則)의 죽음을 계기로 독립하여 아카마쓰 가문의 영지인 하리마 국, 비젠 국, 미마사카국으로까지 그 위세를 떨쳤다. 무라무네는 세력을 잃은 호소카와 다카쿠니(細川高国)를 지지하며 막정(幕政)에 관여하였으나, 미요시 가문과의 싸움에서 패하여 전사하였다. 우라가미 무네카게(浦上宗景)가 그 뒤를 이었지만, 무네카게는 중신 우키타 나오이에의 모반으로 실권을 잃고 추방당하였다. 비젠을 장악한 우키타 나오이에는 선견지명이 있는 인물로 하시바 히데요시가 하리마 국 히메지성(姫路城)에 입성하자 즉시 항복하고 자신의 적자 우키타 히데이에(宇喜多秀家)를 인질로 보내어 신임을 얻는 등 뛰어난 정치수완을 보였다. 우키타 히데이에는 히데요시의 총애를 받아 젊은 나이에도 고다이로의 한 사람으로 임명되는 등 도요토미 정권 하에서 중용되었으나, 세키가하라 전투에서 서군으로 참전하였기 때문에 패전 후 하치조섬으로 유배당하여, 다이묘로써 우키타 가문은 멸문되었다.

### 시코쿠
시코쿠 동부인 아와 국, 사누키국은 지리상으로 긴키 지방에 가까울 뿐만 아니라, 호소카와 가문(細川氏)의 세력기반이었기 때문에 자주 긴키의 정쟁에 휘말렸다. 그러나, 시코쿠는 주위에 적으로 삼을 이렇다할 세력이 존재하지 않아서, 조소카베 가문(長宗我部氏)이 시코쿠를 통일하기 전까지 대부분의 영주가 그대로 자리를 지켰다.
아와 국은 호소카와 가문이 지배하였고, 후에 호소카와 가문의 중신인 미요시 가문(三好氏)이 실질적으로 지배하였지만, 호소카와 가문 자체는 에도 시대까지 아와 야카타(阿波屋形)라는 호칭을 사용하였다. 센고쿠 시대 아와 국의 거점은 쇼즈이 성(勝瑞城)이었다. 사누키 국에서 사누키 동부는 슈고다이 야스토미 가문(安富氏)이 통치했지만, 후에 미요시 가문의 일문으로 맞아들인 소고 가문(十河氏)이 미요시 가문의 대관으로 이 지역을 통치하게 된다. 사누키 서부는 슈고다이의 가가와 가문(香川氏)이 주고쿠 지방의 모리 가문(毛利氏)과 결탁하여 미요시 가문과 대립하지만, 젠쓰지 전투(善通寺合戦) 이후 미요시 가문의 지배하에 있게 된다. 그 후, 미요시 가문이 쇠퇴하자 가가와 가문은 오다 가문(織田氏)에 복종하였다.
이요국에서는 슈고 고노 가문(河野氏)이 이요 중부를, 우쓰노미야 가문(宇都宮氏)이 오즈 지역을, 사이온지 가문이 이요 남부를 지배하였다. 이요는 지리적으로 산악지대가 많았고 주고쿠와 규슈에 가깝기 때문에 모리 가문과 오토모 가문(大友氏)의 간섭이 많아서 큰 세력으로 발전하지 못했다. 도사국에서는 명목상의 슈고 호소카와 가문이 있었지만, 시치슈고(七守護)라고 불리는 호족이 도사 중부에 할거하며 구게 가문인 이치조 가문(一条氏)을 맹주로 따랐다. 이치조 가문은 시치슈고의 3배 정도의 세력을 보유하며 도사 국내의 정치를 좌우하였다. 후에 이치조 가문의 원조로 부흥에 성공한 조소카베 구니치카(長宗我部国親), 모토치카(長宗我部元親) 부자는 시치슈고와 이치조 가문을 추방하고 도사를 통일하게 된다. 이어서 모토치카는 시코쿠 통일을 진행하여 도사 평정 후 10년 뒤 1585년에는 시코쿠 전역을 통일하였다. 아와지국은 슈고 호소카와 가문이 통치하였던 것으로 보인다.
후에 도요토미 히데요시의 시코쿠 정벌에 의해 조소카베 가문은 도사 일국에 만족해야 했고, 나머지 지역은 히데요시 휘하 중신들에게 맡겨져, 아와 국은 하치스카 이에마사(蜂須賀家政), 사누키 국은 센고쿠 히데히사(仙石秀久), 이요 국은 고바야카와 다카카게(小早川隆景)가 다스리게 되었다.

### 규슈
규슈의 무가 가문은 전통적으로 다이라 씨(平家)에게 우호적이었기 때문에 미나모토 씨(源氏)로서 가마쿠라 막부를 개창한 미나모토노 요리토모(源頼朝)로부터 신뢰를 얻지 못하여, 요리토모는 규슈를 제압하기 위해 본향인 간토에서는 무명에 가까운 가문이었으나 자신 측근으로 발탁하여 중용하고 있던 쇼니 가문(少弐氏), 오토모 가문(大友氏), 시마즈 가문(島津氏)을 자신의 대리로 규슈 각지의 슈고로 임명하였다. 지쿠젠국, 히젠국, 부젠국은 쇼니 가문이, 지쿠고국, 히고국, 분고국은 오토모 가문이, 사쓰마국, 오스미국, 휴가국은 시마즈 가문이 통치하였고, 그 밑의 지토(地頭)로써 마쓰라 가문(松浦氏), 아키즈키 가문(秋月氏), 가마치 가문(蒲池氏), 기쿠치 가문(菊池氏) 등의 다이라 씨 측의 무가 가문이 그 지역을 통치하였다. 센고쿠 시대 초기에는 쇼니, 오토모, 시마즈 이들 세가문이 권익을 지키기 위해 자립하려는 호족들과 다투게 된다.
쇼니 가문은 무로마치 막부의 규슈 통치 기관인 규슈 단다이(九州探題)와 대립하였기 때문에 무로마치 시대 후기에는 상당히 쇠퇴하여, 지쿠젠, 부젠의 호족인 무나카타 가문(宗像氏), 아소 가문(麻生氏) 등은 주고쿠 지방의 오우치 가문(大内氏)의 영향권 아래에 있었다. 쇼니 가문은 히젠, 쓰시마의 병력을 이끌고 오우치 가문을 공격하였으나, 오히려 오우치 가문으로 이반한 슈고다이 류조지 가문(龍造寺氏)의 하극상으로 멸문되었다. 류조지 가문은 오우치 가문의 당주 오우치 요시타카(大内義隆)가 그의 중신 스에 다카후사(陶隆房)에게 살해당하자 히젠에서 자립하였고, 지쿠젠과 부젠은 오토모 가문의 간섭을 받게 되었다. 후에 주고쿠의 패권을 장악한 모리 가문(毛利氏)과 오토모 가문(大友氏)은 지쿠젠 북부를 두고 전쟁을 벌이게 된다.
오토모 가문은 분고 후나이를 거점으로 하였고, 그의 중신들은 지쿠고 남부의 호족 가마치 가문(蒲池氏)을 중심으로 지쿠고를 통치하였다. 나아가 오토모 가문은 히고의 아소 가문(阿蘇氏)과 사가라 가문(相良氏) 그리고, 휴가의 이토 가문(伊東氏)에게도 영향력을 미쳤다. 또 오토모 요시시게(大友義鎮)는 기독교를 보호하며 남만무역을 장려하였다. 휴가의 이토 가문이 시마즈 가문에 쫓겨 오토모 가문에 의탁해오자, 이를 기회로 삼아 오토모 가문은 휴가로 침공하여 시마즈 가문과 휴가 다카조가와라(高城川原)에서 일전을 벌였지만 대패하고 말았다(미미가와 전투(耳川の戦い)). 이 전투 이후 오토모 가문의 세력은 급속히 쇠퇴하였고, 히젠의 류조지 가문이 세력을 키워 류조지 다카노부(龍造寺隆信)의 지휘 하에 잠시나마 오토모·시마즈 가문과 자웅을 겨룰정도로 세력을 떨쳤다 그러나 시마즈 가문과의 오키타나와테 전투(沖田畷の戦い)에서 패배하여 당주 다카노부를 잃은 류조지 가문은 급속히 쇠퇴하고, 중신 나베시마 나오시게(鍋島直茂)의 손아귀에 들어갔다.
센고쿠 시대 초기에 시마즈 가문은 일족의 내부 권력다툼과 휴가의 호족 이토 가문의 공격 등으로 그리 순탄치는 않았다. 그러나 분가인 이자쿠 시마즈 가문(伊作島津家)의 시마즈 다다요시(島津忠良)의 아들 시마즈 다카히사(島津貴久)가 종가를 계승한 후 안정을 되찾았으며, 그의 아들 시마즈 요시히사(島津義久)의 지휘 아래 이토 가문과의 기자키바루 전투(木崎原の戦い), 오토모 가문과의 미미가와 전투(耳川の戦い), 류조지 가문과의 오키타나와테 전투(沖田畷の戦い)에서 각각 승리하여 규슈 전역을 거의 제패하였다. 하지만 도요토미 히데요시(豊臣秀吉)의 규슈 정벌에 패배하여 사쓰마, 오스미 2개국에 만족해야만 했다.

### 농업
막부는 재정 확보를 위해 농업 진흥책을 강구했다. 그 결과 신전지가 늘어났으며, 여러 농기구가 발달하면서 농업 생산량은 이전 시대보다 증가했다. 또한 농업 기술도 발전하게 되었는데, 각 막부는 우마(牛馬) 경작법을 각 지역에 전국적으로 보급했으며, 농학도 발달하며 미야자키 야스사다의 『농업전서(農業全書)』가 쓰여지는 등, 각종 학문적 성과를 이루기도 했다.
옻나무·차·닥나무 이외에도 담배·창포 등이 각지의 특산물로서 재배되었다.

### 상업
이전 시대에 비해서 화폐 사용량이 보편화된 시기였다. 때문에 연공으로서 수납된 쌀과 특산물 등을 주로 화폐로 교환했다. 초기에는 제번들이 자신의 근거지에 물자 창고를 설치하여 물자를 보관했고, 직접 거래 형식으로 물품을 판매했지만, 얼마 가지 않아서 전문 상인 집단인 구라모토(藏元)와 가케야(掛屋)가 생기면서, 간접 거래 형식이 활발히 일어났다.
상업 구조의 발달은 도이야(問屋)·나카가이(仲買)·고우리(小賣) 등의 전업 방식을 초래했다. 이 중에서도 도이야와 나카가이는 공동 이익 꾀하고 피해를 최소화하기 위해 동업회인 나카마(仲間)를 결성한다. 니카마는 당시 공급과 유통 체계를 독점했으며, 오늘날의 사규(社規)와 같은 동업 규칙을 만들어서 자신들이 이끌던 상공업 종사자를 효율적으로 통제했고 동시에 물가 조절의 한 축을 담당하기도 했다. 막부는 영업세를 받아서 군사를 정비하기 위하여 이 조직을 18세기 초에 공인하기에 이르렀고, 공인된 니카마는 가부나카마(株仲間)라고 불렸다. 이러한 상업의 발달은 일본의 도시와 교통이 발전하는 결과를 가져왔으며, 임업의 확대를 초래했다.

### 노예무역
노예무역은 헤이안 시대 말부터 시작되었으나 발달된 시기는 센고쿠 시대였다. 이는 상대적으로 개발이 조금 되었고 만성적으로 노동력이 부족한 지방에 막부가 난립되면서 노예 수요가 상당히 높아진 것과 관련이 높다. 또한 당시 일본 전역에 포르투갈인들 과 네덜란드인 상인들이 있었는데, 이들 중 노예무역을 전문적으로 다루는 상인이 적지 않게 있었으며, 이들은 다른 지역에 비해 저렴한 값에 노예 거래를 할 수 있는 일본에서 노예무역을 했다. 막부는 이들에게서 화승총(조총)을 받는 대가로 노예 거래를 했다. 노예 거래는 주로 규슈 지역에서 활발했으며, 번주의 명령으로 암암리에 실행되었으나 전문적인 노예상도 또한 존재했다. 그러나 실제로 거래된 '노예'는 노예 신분이라기보단 각 막부에서 납치 등 인신매매를 통해 끌려온 평민들이 대다수였다. 또한 전문 노예상이 직접 인신매매에 가담하여 거래에 쓰일 사람을 납치하기도 했으며, 일부는 채권-채무 관계를 이용하여 채무자를 노예로 팔기도 했다.
또한 이 시기는 상업과 금융이 극도로 발달한 동시에 부자와 거지의 격차가 상당히 증가하던 시절로, 빚 또는 가난에 시달리던 평민 계층이 자식을 파는 행위가 흔했던 것으로 보인다.
이 시기는 과거 시대에 이어온 율령 체제가 붕괴되었던 시기였고 통일된 법 체계가 존재하지 않았기 때문에 저러한 행위를 처벌할 수 있는 방도는 없었다. 도쿠토미 소호가 저술한 『근세일본국민사』에 따르면, 이 시기 인신매매를 통한 노예무역의 실상은 참담한 것으로 보이며, 센고쿠 말 성노예로 팔려나간 여성들의 수만 해도 약 50만명에 달했다고 추정된다.

## 군사
센고쿠 시대의 각 세력들이 장기간에 걸쳐서 끊임없이 전투로 밤낮을 보낸 것은 아니지만, 적어도 세력 간에 발생하는 여러 문제의 해결책으로 행사 가능한 유효 수단으로서 무력의 역할이 주목되는 경향이 있는 것은 확실하여, 각 세력들은 군비의 정비·유지·향상에 큰 정성을 쏟았다.
이러한 경향은 센고쿠 다이묘와 고쿠진·토호 층은 물론, 종교조직과 자치조직에 있어서도 마찬가지였다. 종교조직은 여전히 승병조직을 유지하며 전투거점으로서의 역할을 할 수 있을 규모로 사원을 짓는 데 힘을 쏟았다. 자치조직 역시 성루와 담, 호 등의 방어시설의 구축, 로닌의 용병화 등을 진행하였다. 그 중에서 특수한 전투기술을 발달시켜 닌자집단으로 발전한 경우도 보인다.
더욱이 일부의 구게도 한정적이긴 하지만 자위 목적만이라고는 할 수 없는 군사 활동에 종사하는 등 온갖 계층을 통하여 어느 정도 “무력에 대한 신봉”이 있었던 것은 주목할 만하다.
센고쿠 시대에는 시위행동과 사소한 분쟁 등의 낮은 강도의 무력 투쟁부터, 센고쿠 시대에 포함하느냐 마느냐 여부는 제쳐두더라도 적어도 센고쿠 시대의 연장선이라고 할 수 있는 일본 국내를 양분한 결전 세키가하라 전투 같은, 후대의 국가 총력전과 어느정도 닮은 점이 있는 전투 형태 등, 다양한 전쟁형태가 나타났다.
무력 분쟁의 총 수로 보자면 인접한 비 우호세력과의 영지 경계 또는 영향력이 미치는 세력권 경계 부근에서 벌어지는 소규모 분쟁·항쟁 수준이 대부분이었다.

## 센고쿠 시대의 문화

### 사형
센고쿠 시대에 죄인을 처형하는 방법은 여러가지가 있었는데 대표적인 것이 십자가형이었다. 죄인을 십자가에 묶은 다음 고도로 훈련된 고문기술자를 이용해서 3M길이의 창을 허리 아랫부분부터 찔러넣어 반대편 어깨로 나오게 했다. 이렇게 양쪽을 다 찌른 후 다른 부위에도 창을 하나하나 찔러 넣었는데 절대 내부장기가 손상되지 않아 죄인은 천천히 매우 고통스럽게 죽었다. 또한 다른 사형방법으로는 긴 장대를 양쪽에 세운 후 그 위에 다른 장대를 놓은 뒤 죄인을 바비큐처럼 손과 발을 장대에 묶어 매단다. 그 다음 무거운 추를 허리에 올려 허리가 서서히 끊어지게 해서 죽이는 방법이 있었다.

### 사무라이의 칼
센고쿠 시대는 사무라이들의 전성기였다. 이들은 칼날이 얼마나 날카로운지, 잘 드는지 확인해보기 위해서 시체를 이용했다. 죄인은 대개 처형당한 후 그대로 방치되는데 이 시체를 가지고 사무라이들은 칼날을 시험했다. 그리고 당시 일본의 길거리에는 시체가 여기저기 방치되어있는 경우가 흔했고 이는 칼날 시험용으로 사용되었다. 형체를 알아 볼 수 없을정도로 난도질을 해가며 시험해본 뒤 더 시험해볼 필요가 있으면 잘린 살점을 꿰멘 후 다시 베어 칼날을 시험했다.

### 상투
센고쿠 시대에는 싸움이 끊이지 않았으며 하도 야습이 많아서 전투 시간도 밤과 낮의 구분이 없었다. 새벽에 싸우는 일이 일상다반사였다. 이 때문에 사무라이와 아시가루들은 잘 때도 갑옷을 입은 채로 자야 했다. 그런데 일본 열도의 기후는 아열대인 탓에 날씨가 더워서 어쩔 수 없이 투구로 덮는 부분만 삭발을 하고 나머지 머리카락으로 상투를 틀었다. 이를 촌마게라 하며 일본식 상투의 대명사가 되었다.
도쿠가와 이에야스가 센고쿠 시대를 끝내고 에도 막부를 창립하여 에도 시대가 도래했는데 이 시기에는 시마바라의 난을 끝으로 메이지 유신까지 260년 이상 전쟁이 없는 나날을 보냈지만 사무라이들은 본인들이 무사라는 것에 대한 긍지와 자부심, 그리고 언제든지 전투를 할 준비가 되어 있다는 마음가짐으로 인해 일본식 상투인 촌마게는 메이지 유신때까지 계속 이어졌다.

### 다도
센노 리큐에 의한 다도의 대 흥행은 선의 사상에 기반한 “와비(わび, 간소한 속에서 발견되는 맑고 한적한 정취)”라는 사고방식과, 도요토미 히데요시의 발안과 어우러진 “금박 다실”이라는 극한적인 호장함을 동시에 내포하고 있는 것으로 이러한 경향은 지금도 일본 문화 전반에서 그 영향력을 찾아볼 수 있다.

## 주요 센고쿠 다이묘
- 오다 노부나가
- 도요토미 히데요시
- 도쿠가와 이에야스

센고쿠 다이묘 중에서 천하패권을 거머쥔 다이묘는 오다 노부나가, 도요토미 히데요시, 도쿠가와 이에야스였다. 다음은 이들을 빗댄 센류이다.
1. 《鳴かぬなら殺してしまえほととぎす (울지 않으면 죽여 버리겠다. 두견새)》
2. 《鳴かぬなら鳴かしてみせようほととぎす (울지 않으면 울게해 보이겠다. 두견새)》
3. 《鳴かぬなら鳴くまで待とうほととぎす (울지 않으면 울때까지 기다리겠다. 두견새)》
4. 《織田がつき羽柴がこねし天下餅すわりしままに食うは家康 (오다가 준비하고, 하시바(도요토미)가 반죽한 천하의 떡을 앉은 채로 먹는 이에야스)》

1번은 오다 노부나가, 2번은 도요토미 히데요시, 3번은 도쿠가와 이에야스의 삶과 행동을 빗댄 것이다. 4번은 그들의 통일과정을 나타내고 있다.

### 각 지방의 주요 센고쿠 다이묘
도호쿠 지방
- 난부 하루마사
- 다테 마사무네
- 모가미 요시아키
- 안도 지카스에
- 쓰가루 다메노부
- 아시나 모리우지

간토 지방
- 사타케 요시시게
- 사토미 요시타카
- 호조 소운
- 호조 우지야스

주부 지방
- 다케다 신겐
- 사이토 도산
- 아사쿠라 요시카게
- 우에스기 겐신
- 이마가와 요시모토

긴키 지방
- 롯카쿠 사다요리
- 아자이 나가마사
- 아자이 스케마사
- 아카마쓰 마사노리
- 호소카와 하루모토

주고쿠 지방
- 모리 모토나리
- 아마고 쓰네히사
- 오우치 요시오키
- 우키타 나오이에

시코쿠 지방
- 고노 미치나오
- 미요시 나가요시
- 조소카베 모토치카

규슈 지방
- 류조지 다카노부
- 시마즈 요시히사
- 오토모 요시시게

## 주요 전투
※아즈치모모야마 시대 및 에도 시대의 전투 일부도 포함하고 있다.
- 센고쿠 시대 (1493년경 ~ 1573년경)
- 아즈치모모야마 시대 (1568년 ~ 1603년)
- 에도 시대 (1603년 ~ 1867년)

도호쿠 지방
- 덴분의 난 (1542년 ~ 1548년)
- 히토토리바시 전투 (1585년)※
- 스리아게하라 전투 (1589년)※

간토 지방
- 조쿄의 난 (1487년 ~ 1505년)
- 가와고에성 전투 (1546년)
- 오다와라 공성전 (1560년)
- 고노다이 전투 (1538년, 1563년 ~ 1564년)
- 미마세 고개 전투 (1569년)
- 오다와라 정벌 (1590년)※

주부 지방
- 아즈키자카 전투 (1542년 ~ 1548년)
- 시오지리토게 전투 (1548년)
- 우에다하라 전투 (1548년)
- 가와나카지마 전투 (1553년 ~ 1564년)
- 오케하자마 전투 (1560년)
- 미카타가하라 전투 (1573년)
- 나가시노 전투 (1575년)※
- 데토리가와 전투 (1577년)※
- 고마키·나가쿠테 전투 (1584년)※
- 세키가하라 전투 (1600년)※

긴키 지방
- 후나오카야마 전투 (1511년)
- 에구치 전투 (1549년)
- 에이로쿠의 변 (1565년)
- 가네가사키 전투 (1570년)
- 아네가와 전투 (1570년)
- 이시야마 전투 (1570년 ~ 1580년)※
- 기즈가와구치 전투 (1576년 ~ 1578년)※
- 기슈 정벌 (1577년 ~ 1585년)※
- 미키 전투 (1578년 ~ 1580년)※
- 혼노지의 변 (1582년)※
- 야마자키 전투 (1582년)※
- 시즈가타케 전투 (1583년)※
- 오사카 전투 (1614년 ~ 1615년)※

주고쿠 지방
- 요시다 고리야마 전투 (1540년 ~ 1541년)
- 이쓰쿠시마 전투 (1555년)
- 갓산토다성 전투 (1542년 ~ 1543년, 1562년 ~ 1565년)
- 주고쿠 정벌 (1577년 ~ 1582년)※
- 빗추 다카마쓰성 전투 (1582년)※

시코쿠 지방
- 시만토가와 전투 (1575년)※
- 나카토미가와 전투 (1582년)※
- 시코쿠 정벌 (1585년)※

규슈 지방
- 다테나와테 전투 (1530년)
- 이마야마 전투 (1570년)
- 기자키바루 전투 (1572년)
- 미미가와 전투 (1578년)※
- 오키타나와테 전투 (1584년)※
- 헤쓰기가와 전투 (1587년)※
- 규슈 정벌 (1587년)※

## 센고쿠 시대를 소재로 하는 작품

### PC 및 콘솔 게임
- 노부나가의 야망 시리즈
- 전국무쌍 시리즈
- 쇼군: 토탈 워
- 쇼군2: 토탈 워
- 파라독스: 센고쿠
- 이누야샤

### 드라마
- 불멸의 이순신
- 징비록 (드라마)
- 임진왜란 1592

## 참고 문헌
- 이 문서에는 다음커뮤니케이션(현 카카오)에서 GFDL 또는 CC-SA 라이선스로 배포한 글로벌 세계대백과사전의 "《센고쿠 시대》" 항목을 기초로 작성된 글이 포함되어 있습니다.

## 같이 보기
- 일본의 역사
- 일본사 시대 구분표
- 센고쿠 다이묘
- 전쟁 목록
- 원화엄무